# Das Echo (Zeitung)
Das Echo war eine Wochenzeitung für Deutsche im Ausland von 1882 bis 1935.

## Geschichte
1882 gründete der Journalist Ernst Otto Hopp Das Echo. Wochenschrift für Politik, Literatur, Kunst und Wissenschaft im  Verlag J. H. Schorer in Berlin. Die Zeitung berichtete über Ereignisse, die für Deutsche im Ausland von besonderem Interesse waren, meist aus anderen Zeitungen übernommen. Sie erschien immer donnerstags und kostete drei Mark vierteljährlich.
Seit 1903 war der Untertitel Organ der Deutschen im Ausland.
1919 wechselte der Verlag. Spätestens seit dieser Zeit gab es auch Ausgaben in englischer, französischer, italienischer und spanischer Sprache. Von 1930 bis 1934 wurde die Zeitschrift vom Ullstein Verlag herausgegeben. 
Seit 1935 gab es Das Echo der deutschen Industrie, deutsche Export-Revue als Nachfolgezeitschrift im Deutschen Auslandsverlag. Diese erschien bis 1945. Von 1951 bis 1962 gab es wieder eine Zeitschrift mit diesem Titel.

## Chefredakteure
- Ernst Otto Hopp 1882–1886
- Hugo Herold, 1883–nach 1910